# Im Boot
Im Boot (Originaltitel: französisch En bateau, englisch Boating) ist ein Gemälde des französischen Malers Édouard Manet aus dem Jahr 1874. Es zeigt zwei Menschen in einem Segelboot, die in ihren Ferien eine unbeschwerte Ausfahrt auf der Seine bei Argenteuil unternehmen. Das Bild entstand in der Zeit, als sich Manet langsam gegenüber dem Impressionismus aufgeschlossener zeigte. Seit 1929 gehört es zur Sammlung des New Yorker Metropolitan Museum of Art.

## Beschreibung, Hintergrund und Geschichte
Das Gemälde hat die Maße 97,2 × 130,2 cm und ist in der Maltechnik Öl auf Leinwand ausgeführt. Unten rechts auf dem Bootssteg trägt es die Signatur Manet. Inventarnummer The Met: 29.100.115.
Provenienz: Bis 1879 befand sich das Bild im Besitz des Künstlers. Nach der Ausstellung im Pariser Salon von 1879 ging es für 1500 Francs an den Pariser Sammler und Investor Victor Antoine Desfossés. Dieser verkaufte es 1895 für 25.000 Franc an den Kunsthändler Paul Durand-Ruel, der es im gleichen Jahr an den New Yorker Unternehmer Henry Osborne Havemeyer (1847–1907) veräußerte. Seine Witwe, Louisine W. Havemeyer, vermachte nach
ihrem Tod 1929 ein Großteil ihrer Sammlung – darunter auch Manets Im Boot – als Vermächtnis an das Metropolitan Museum of Art.
Die beiden Personen im Boot sind sportlich chic gekleidet. Man will sehen und gesehen werden. Die Frau trägt ein legeres maritim blaugestreiftes Kleid und einen praktischen Hut mit Schleier. Der Segler ist sportlich maritim in Weiß gekleidet und trägt einen Strohhut mit blauem Hutband. In lässiger Pose hält er mit der linken Hand die Ruderpinne und in der Rechten eine Art Sicherungsstift für die Takelage. Seine Kleidung identifiziert ihn als Mitglied eines Segelclubs in Asnières-sur-Seine. Die dominante Farbe des Bildes ist ein helles Blau mit Weißreflexen auf der Wasseroberfläche sowie ein luftiges Blau im Kleid der Frau. In der Komposition gibt es keine Horizontlinie, die Figuren sind als Bildgegenstand nach vorne gerückt. Manet verzichtet in diesem Bild auf die illusorische Wirkung der Leinwand, die üblicherweise als Fenster in eine andere, dreidimensional scheinende Bildwelt diente. Betrachter sollen direkt in die Szene eintreten können. Außerdem sind Verkürzungen in der Perspektive und angeschnittene Bildränder charakteristisch für dieses Werk. Beeinflusst wurde Manet in jener Zeit von japanischen Holzschnitten, die ebenfalls Bootsszenen zeigen, wie beispielsweise Drucke von Utagawa Kuniyoshi (1797–1861). Manets Pinselführung in diesem Bild ist locker und entspannt, was sich besonders in den Streifen des blauen Kleides zeigt, das leicht und luftig erscheint.
Die Sommerferien 1874 verbrachte Manet in Gennevilliers, nordwestlich außerhalb von Paris. Oft traf er sich dort mit den jüngeren impressionistisch eingestellten Malerkollegen Claude Monet und Pierre-Auguste Renoir. An der Seine bei Argenteuil, wo auch En bateau entstand, arbeiteten sie zusammen. Manet, der sonst nur im Atelier arbeitete, entdeckte hier die Möglichkeiten der Freilichtmalerei. In diesem Bild übernimmt Manet auch erstmals die Farbgebung und die leichtere japanisch beeinflusste Komposition mit diagonalen Linien der Impressionisten. Manet stellt oft Personen aus seiner Verwandtschaft dar, so posierte für den Segler nach Ansicht von Julius Meier-Graefe (1912) Manets Schwager Rodolphe Leenhoff, Bruder seiner niederländischen Ehefrau Suzanne, geborene Leenhoff. Die Identität der Frau im Boot ist zwar ungewiss, aber es gibt Vermutungen, nach denen es sich entweder um Manets Ehefrau Suzanne handelt, um Camille Monet, Claude Monets erste Ehefrau oder um ein engagiertes professionelles Modell. Kurz bevor dieses Bild entstand, hatte Manet eine ähnliche Personenkonstellation in seinem Bild mit dem Titel Argenteuil dargestellt. Allerdings nehmen die beiden Personen hier eine andere Haltung ein und sind auch anders gekleidet. Im Vergleich der beiden Bilder ist Im Boot reduzierter, zweidimensional und zeigt verschiedene Blickrichtungen der Figuren. In Argenteuil ist im Hintergrund die Stadt mit ihren Fabriken zu erkennen. Hier blickt die Frau den Betrachter an, der Mann hingegen die Frau. Im New Yorker Bild hingegen sind die Augen des Seglers auf den Betrachter gerichtet, während die Frau nicht den Segler anschaut, sondern in die Weite rechts außerhalb des Bildes blickt.

## Rezensionen
Die Malerin Mary Cassatt war begeistert von dem Bild, bezeichnete es als „das letzte Wort in der Malerei“ und empfahl den Havemeyers den Kauf für ihre Sammlung. Der Kunstkritiker Louis de Fourcaud hingegen fand En bateau zu rau und skizzenhaft gemalt. Es gab auch eine Karikatur des Bildes. Im Journal amusant wurde 1879 das Kleid der Frau zu einer dicken Daunendecke und trug den Titel La femme edredon. Der Schriftsteller Joris-Karl Huysmans wiederum lobte das Bild, weil es die traditionelle Farbgebung und Komposition überwunden habe und wies auf den damals in Mode befindlichen japanischen Einfluss hin.

## Ausstellungen (Auswahl)
- 1879 Pariser Salon. Katalog Nr. 2011
- 1884 Paris, École Nationale des Beaux-Arts: Exposition des œuvres de Édouard Manet. Kat. Nr. 76
- 1889 Paris, Exposition Internationale Universelle: Exposition centennale de l'art français (1789–1889). Kat. Nr. 498
- 1930 New York, The Metropolitan Museum of Art: The H. O. Havemeyer Collection. Kat. Nr. 79 (unter dem Titel In a Boat / En bateau)
- 1955 Art Institute of Chicago: Great French Paintings: An Exhibition in Memory of Chauncey McCormick. Kat. Nr. 23
- 1966 Philadelphia Museum of Art: Édouard Manet, 1832–1883. Kat. Nr. 125
- 1970 Museum of Fine Arts, Boston: Masterpieces of Painting in The Metropolitan Museum of Art. Im Katalog auf Seite 78
- 1983 Paris. Galeries nationales du Grand Palais: Manet, 1832–1883. Kat. Nr. 140.
- 1988 Leningrad, Eremitage von Delacroix bis Matisse. Kat. Nr. 14.
- 1998 Paris. Musée d’Orsay: La collection Havemeyer: Quand l’Amérique découvrait l’impressionnisme. Kat. Nr. 20
- 2000 Washington. National Gallery of Art: The Impressionists at Argenteuil. Kat. Nr. 40
- 2003/2004 Madrid. Museo Nacional del Prado: Manet en el Prado. Kat. Nr. 93
- 2007 Berlin. Neue Nationalgalerie. Französische Meisterwerke des 19. Jahrhunderts aus dem Metropolitan Museum of Art. Im Katalog auf Seite 122/123
- 2019 Art Institute of Chicago: Manet and Modern Beauty: The Artist's Last Years. Kat. Nr. 3